# Perdón, viejita
Perdón, viejita va ser una pel·lícula argentina muda en blanc i negre argentina que es va estrenar el 28 de gener de 1927 al Cinema Hindú Palace, situat al carrer Lavalle 842 de Buenos Aires, amb una capacitat per a 1200 espectadors. És un melodrama, poètic, tanguero dirigida per José Agustín Ferreyra. La direcció de fotografia va estar a càrrec de Carlos Torres Ríos i la música d'Eduardo Pereyra.
El nom de la pel·lícula deriva d'un tango que cantava Carlos Gardel, d'Osvaldo Fresedo i José Antonio Saldías de 1925.
Fragments d'aquest film van ser inclosos en la pel·lícula Aller simple (Tres historias del Río de la Plata) (1998). Va ser l'última pel·lícula enterament muda de Ferreyra i el director va sortir amb ella en gira i Turguenova cantava el tango homònim en viu durant les exhibicions.

## Argument
Carlos, un lladre penedit decideix tornar a la seva casa on l'espera la seva mare, Donya Camila i la seva germana Elena, acompanyat de Nora, una prostituta i actual parella. Una vegada allí aconsegueixen treball i s'estableixen.
Elena treballa en una oficina a la nit i és cortejada per un "Don Juan", qui li regala un anell robat. Nora li prohibeix a Elena continuar veient a aquest home i tracta de retornar-li l'anell a aquest home per mitjà de l'amic de la família i enamorat d'Elena, Preludio.
Però el "Don Juan" dona avís a la policia sobre unes joies robades que serien a la casa de Donya Camila, la policia indaga a la família. Carlos reconeix davant la mare que va ser lladre i Nora per protegir a Elena es lliura.
Nora va presa però Elena decideix dir la veritat i condemnar a Don Joan, qui queda pres i Nora en llibertat. però molt abatuda decideix tornar a la seva vida d'abans, el cabaret. Elena arriba a la seva casa i li compta la veritat a Donya Carmila.
Carlos va en la seva cerca, però ella és ferida per Esparver, el seu amo en el cabaret, Carlos la rescata i mentre ell es troba curant-la a la casa de Preludi, es fan presents Donya Camila i Elena, qui demana perdó a Nora i ella al seu torn a Donya Camila per no dir-li la veritat.
Tots, inclòs Preludi, es viuran es viuran al camp reconciliats, el final de la pel·lícula els mostra menjant al voltant de la taula al mateix temps, unes campanes tritllegen des del campanar d'una església.

## Repartiment
- María Turgenova..... Nora
- Stella Maris....... Elena
- Floricel Vidal....... Doña Camila
- Ermete Meliante...... Carlos Riú
- Álvaro Escobar..... com Preludio
- Mario Zappa..... com el "Don Juan"
- Luis Moresco[4]

## Perdón, viejita (tango)
| « | "Yo estaba loco, fui un pobre hombre, Yo la quería con devoción. Vos me decías: "Tené cuidado…" Yo enceguecí de pasión. Aquella noche junté mis pilchas y sin decirte tampoco adiós, te abandonaba, viejita mía, para cambiarte por ese amor, ¡Perdón, viejita! Única amiga que me reciba tu bendición. Y me arrodillo beso tus manos, y una y mil veces, pido perdón. Tuve el castigo, porque cobarde. me dejó sola con su querer… Y, desde entonces, con tu memoria mi soledad acompañé. Hoy he vuelto mamá, pa' regalarte dulces sonrisas en tu vejez… Serás abuela, voy a pagarte toda la pena que te causé". | » |

## Restauració
Al febrer de 2017, setanta anys després de la seva estrena, es va restaurar el film. La versió recuperada d'aquest clàssic suma 19 minuts a la qual es conservava fins ara. Amb moltes escenes filmades en exteriors, retrata una Buenos Aires d'una altra època. La restauració va començar al setembre, amb el suport de Gotika, una empresa dedicada a la recuperació de material fílmic.

Marcela Cassinelli, presidenta de la Fundació va dir que: 
| « | “Aquesta passa a ser una de les poques pel·lícules argentines del període mut que es conserven completes. És un veritable document, que a més pensem portar a festivals internacionals”. | » |